# Long Point
Long Point es una villa ubicada en el condado de Livingston en el estado estadounidense de Illinois. En el Censo de 2010 tenía una población de 226 habitantes y una densidad poblacional de 471,67 personas por km².

## Geografía
Long Point se encuentra ubicada en las coordenadas 41°0′19″N 88°53′35″O / 41.00528, -88.89306. Según la Oficina del Censo de los Estados Unidos, Long Point tiene una superficie total de 0.48 km², de la cual 0.48 km² corresponden a tierra firme y (0%) 0 km² es agua.

## Demografía
Según el censo de 2010, había 226 personas residiendo en Long Point. La densidad de población era de 471,67 hab./km². De los 226 habitantes, Long Point estaba compuesto por el 99.12% blancos, el 0.44% eran afroamericanos, el 0% eran amerindios, el 0.44% eran asiáticos, el 0% eran isleños del Pacífico, el 0% eran de otras razas y el 0% pertenecían a dos o más razas. Del total de la población el 0% eran hispanos o latinos de cualquier raza.